# Свети Димитър (Мъглиж)
Вижте пояснителната страница за други значения на Свети Димитър.
„Свети великомъченик Димитър“ е православна църква в град Мъглиж, България. Построена е след Освобождението на България, през 1891 г. Сградата е триконхална с купол и камбанария над западния вход. Камбанарията е строена в 1912 г. от местни майстори.
Строежът на църквата е от уста Генчо Новаков. Ученик е на архитектон Димитър Сергюв и първомайстор Генчо Кънев от Трявна. Генчо Новаков е автор и на светите двери и кръста, работен и завършен около 1907 – 1908 г. Поради уникалната си архитектура църквата е обявена и за паметник на културата от национално значение. Строителството на храма се извършва през 1880-те години, осветен е през 1891 г., на православния празник – Димитровден.
Запазени са и иконостасните икони, рисувани по това време от известния габровски художник Рачо Тихолов. Интериорът е реставриран през 1979 г. от Русков от Стара Загора.
През 2011 г., българи от САЩ събират средства за църквата, поради нуждаещ се ремонт.

## Фотогалерия
- Изгред към църквата през февруари 2008 г.